# 周振璘
周振璘，字彬叔，號蓮蒲。貴州都勻縣人。清朝政治人物，進士出身。

## 生平
道光二十年（1840年）庚子科第一名舉人（解元），道光二十七年（1847年）考中丁未科二甲四十九名進士，即用知縣。咸豐年間任廣東連州直隸州知州。